# Istituto centrale di statistica dell'Ungheria

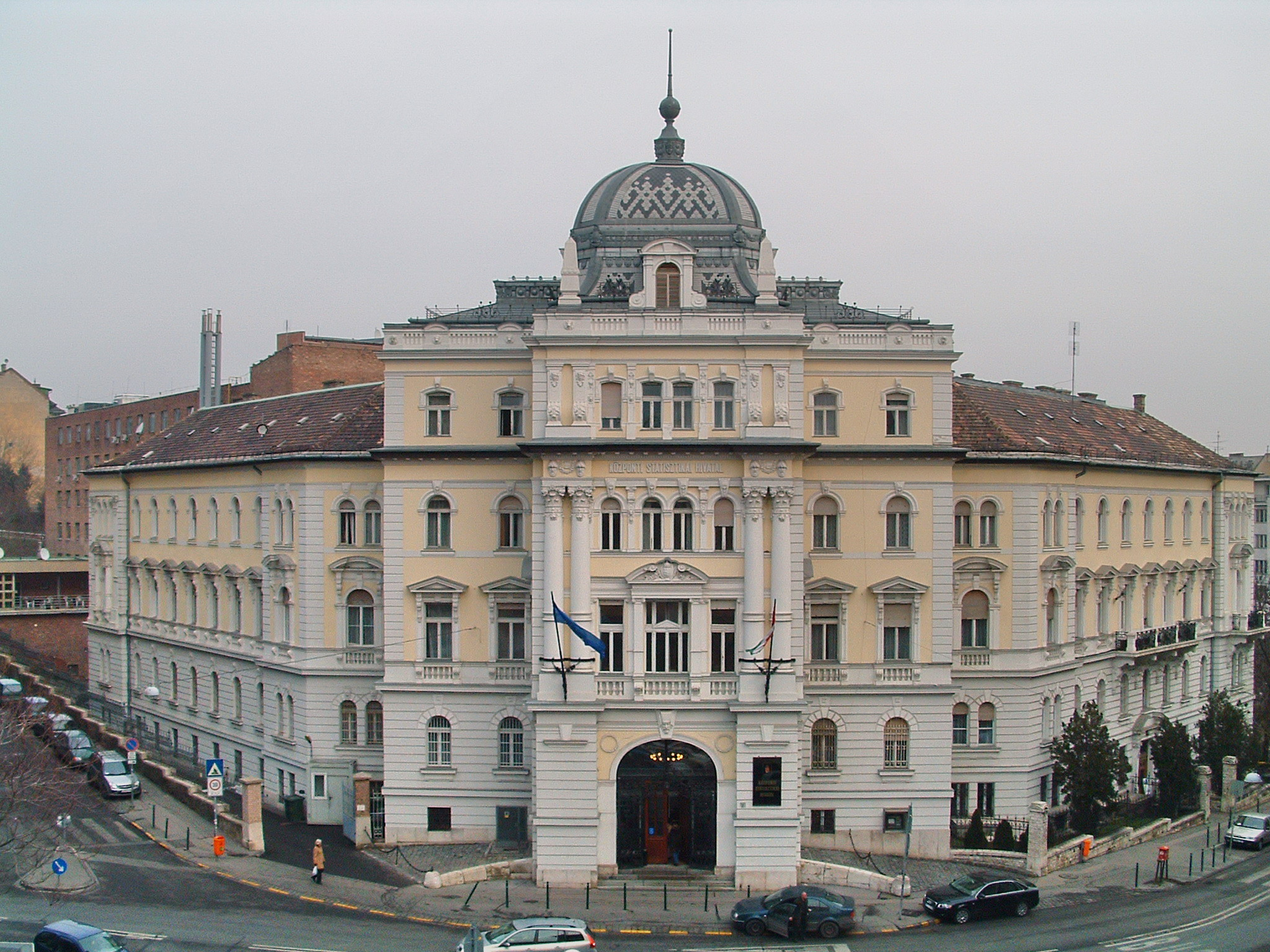
La sede principale dell'Istituto centrale di statistica dell'Ungheria in Keleti Károly Street, Budapest

L'Istituto centrale di statistica dell'Ungheria (in ungherese Központi Statisztikai Hivatal, KSH) è un'autorità amministrativa indipendente responsabile di raccogliere, processare e pubblicare dati statistici sull'Ungheria, la sua economia ed i suoi abitanti. L'istituto fornisce dettagli per il parlamento e gli uffici amministrativi, il governo locale, le università, le istituzioni finanziarie, i cittadini e i media.

## Funzioni
- Sviluppare e condurre sondaggi
- richiedere la raccolta di dati statistici per il sistema statistico dello stato centrale
- elaborare ed analizzare le informazioni ottenute dalla raccolta di dati statistici basati sull'offerta di dati obbligatoria e volontaria
- fornire dati e analisi per le organizzazioni statali
- soddisfare le richieste di organizzazioni non governative, partiti, enti locali, ricercatori accademici e dei cittadini
- pianificare ed effettuare il censimento, pubblicandone i dati ricavati.

## Normative
- Organization of National Statistics Act XXV del 1874
- Hungarian Royal Central Statistical Office Act XXXV del 1897
- Official Statistical Service Act XIX del 1929
- State Statistics Act VI. del 1952
- Statistics Act V. del 1973
- Statistics Act XLVI del 1993[1]

L'organizzazione è sottoposta anche alle normative emesse dall'Unione Europea.

## Struttura
L'istituto ha circa 1050 dipendenti, ai quali ne vanno sommati altri 450 posti negli uffici regionali.
Il direttore dell'istituto viene chiamato presidente, e conduce una serie di unità organizzative ciascuna guidata da un Vice Presidente, queste attività sono divise in dipartimenti:
- Dipartimenti che rispondono direttamente al presidente 
  - sezione di controllo interno
  - amministrazione e rapporti internazionali
- Dipartimenti che riferiscono al vice presidente responsabile per le questioni statistiche
  - statistiche sui prezzi
  - standard di vita e statistiche del lavoro
  - statistiche sul commercio estero
  - statistiche sull'agricoltura e sull'ambiente
  - contabilità nazionale
  - demografia
  - dipartimenti di ricerca statistica e metodologia
  - contabilità per settori
  - statistiche sui servizi
  - statistiche sui servizi sociali
  - statistiche aziendali
- Dipartimenti che riferiscono al vice presidente responsabile degli affari economici
  - gestione finanziaria
  - monitoraggio tecnico e di sistema
  - informatica
  - diffusione delle informazioni
  - pianificazione
  - direzioni
    - Debrecen
    - Győr
    - Miskolc
    - Pécs
    - Szeged
    - Veszprém